# Zanthoxylum negrilense
Zanthoxylum negrilense är en vinruteväxtart som beskrevs av Fawcett & Rendle. Zanthoxylum negrilense ingår i släktet Zanthoxylum och familjen vinruteväxter. Inga underarter finns listade i Catalogue of Life.